# فيكتوريا نولاند
فيكتوريا نولاند (بالإنجليزية: Victoria Nuland)‏ (مواليد 1961) دبلوماسية أمريكية تعمل حاليًا وكيل وزارة الخارجية للشؤون السياسية. حصلت على رتبة سفيرة مهنية، وهي أعلى رتبة دبلوماسية في وزارة الخارجية الأمريكية. وهي الرئيس التنفيذي السابق لمركز الأمن الأمريكي الجديد، (CNAS) ، خدمت من يناير 2018 حتى أوائل عام 2019 ، وهو أيضًا ممارس متميز في برادي جونسون في الاستراتيجية الكبرى بجامعة ييل، وعضو مجلس إدارة الصندوق الوطني للديمقراطية، أيضا هي المتحدثة باسم سابقة لإدارة الخارجية الولايات المتحدة الأمريكية .

## نشأته
ولدت فيكتوريا نولاند في عائلة يهودية في عام 1961 لوالدها شيروين ب.نولاند ، وهو جراح متميز ، ورونا ماك خان. تخرجت بدرجة البكالوريوس. في عام 1983 من جامعة براون ، حيث درست الأدب الروسي والعلوم السياسية والتاريخ. زوج نولاند هو روبرت كاجان ، مؤرخ أمريكي ومعلق على السياسة الخارجية في معهد بروكينغز.